# Seconda battaglia di Independence
La seconda battaglia di Independence è stata un episodio della guerra di secessione americana, combattuto alla vigilia della battaglia di Westport, epilogo del raid del maggiore generale confederato Sterling Price in Missouri.
Questo scontro non deve essere confuso con la prima battaglia di Independence, combattuta nell'agosto 1862.

## Contesto
Nell'autunno 1864 Price venne incaricato dal suo superiore, il generale Edmund Kirby Smith, di tentare di riconquistare il Missouri.
Non essendo in grado di attaccare direttamente il suo obiettivo principale, la città di St. Louis, Price decise di organizzare un raid in Missouri, Kansas e nel territorio indiano al fine di distruggere gli avamposti nordisti e influenzare negativamente la rielezione del presidente Abraham Lincoln.
Dopo aver sconfitto i nordisti a Glasgow e Lexington, Price proseguì la sua avanzata in direzione di Kansas City.
Le forze nordiste sconfitte da Price a Lexington si ritirarono verso il Little Blue River, circa cinque miglia ad est della città, e si assestarono in posizione difensiva lungo la sponda occidentale del fiume. Qui vennero raggiunti da rinforzi composti da alcuni miliziani, da soldati del maggiore generale Andrew Jackson Smith, da una divisione di cavalleria guidata da Alfred Pleasonton e dagli uomini dell'Armata di Samuel Ryan Curtis

## La battaglia
Dopo una schermaglia sul Little Blue River, il 21 ottobre le forze sudiste e quelle nordiste si scontrarono nuovamente. Le truppe nordiste furono lentamente costrette a ritirarsi da Independence verso ovest, in direzione di Westport. All'arrivo della notte Price ordinò ai suoi uomini di accamparsi nei pressi di una linea ferroviaria interrotta.
All'alba del giorno dopo, Pleasonton, alla testa di 10 000 cavalieri, attraversò il Little Blue River e attaccò Independence da nord-est scontrandosi con la retroguardia di Price ma venne respinto.

## Conseguenze
Nonostante il successo ottenuto, l'attacco subito a indusse Price a mettere in sicurezza le sue linee di rifornimento e a tal fine inviò un treno verso Little Santa Fe. 
Il giorno dopo Price sarà duramente sconfitto nella battaglia di Westport che mise fine alla sortita confederata in Missouri.